# Ezaki Glico
Ezaki Glico Co., Ltd. (江崎グリコ株式会社, Ezaki Guriko Kabushiki-gaisha) is een snoepfabrikant actief in Japan. Het bedrijf is zowel bekend van het traditionele Glico karamelsnoep als Pocky (wordt als 'Mikado' verkocht in Europa). De naam 'Glico' komt van de afkorting van het woord glycogeen.